# Гиннесс, Бенджамин, 3-й граф Айви
Артур Фрэнсис Бенджамин Гиннесс, 3-й граф Айви (англ. Arthur Francis Benjamin Guinness, 3rd Earl of Iveagh; 20 мая 1937 — 18 июня 1992) — англо-ирландский бизнесмен и политик. Носил титул учтивости — лорд Элведен с 1945 по 1967 год. Он был председателем Guinness plc с 1962 по 1986 год, а затем её президентом с 1986 года до своей смерти в 1992 году.

## Биография
Лорд Айви (часто известный как Бенджамин Айви) родился в англо-ирландской семье Гиннесс. Единственный сын Артура Онслоу Эдварда Гиннесса, виконта Элведена (1912—1945), и леди Элизабет Сесилии Хар (1914—1990), дочери Ричарда Хара, 4-го графа Листоуэла (1866—1931). Его отец, виконт Эльведен, был майором 55-го (Саффолк и Норфолк) противотанкового полка Королевской артиллерии и погиб в бою от ракеты Фау-2 во время службы в Бельгии 8 февраля 1945 года. Его ммать снова вышла замуж за Эдварда Рори Мора О’Ферролла из другой аристократической ирландской семьи.
Лорд Айви получил образование в Итонском колледже, Тринити-колледже Кембриджа и Гренобльском университете . Он унаследовал титул от своего деда, 2-го графа Айви, в сентябре 1967 года. Он жил в Фармли в парке Феникс в Дублине и был председателем Гиннесса в 1961—1992 годах. Он был попечителем двух благотворительных жилищных ассоциаций: Iveagh Trust в Дублине и Guinness Trust в Лондоне . Он занимался коневодством, а также владел лошадьми. Семья Мор О’Ферралл, мужа его матери, занимала видное место в кругах скачек и племенного разведения. Он помогал финансировать Килданганский конный завод, знаменитый конный завод, принадлежавший его сводному дяде Родерику Мору О’Ферраллу.
Уникально для того времени то, что он был членом двух верхних палат одновременно. Он был членом Палаты лордов Великобритании с 1967 по 1992 год и был назначен ирландским сенатором после Лиама Косгрейва с 1973 по 1977 год.
К концу своей жизни Бенджамин Гиннесс был алкоголиком.
В некрологе, опубликованном в газете The Independent, его деловая карьера описывалась как «в лучшем случае ничем не примечательная, а порой и просто катастрофическая… [его] правление [в качестве председателя Guinness] сначала ознаменовалось фазой безудержной диверсификации от основного пивоваренного бизнеса и затем длительный период изнурительного упадка».

## Личная жизнь и семья
12 марта 1963 года лорд Айви женился на Миранде Дафне Джейн Смайли (19 августа 1940 — 30 декабря 2010), дочери майора Майкла Смайли из Касл Фрейзер, Кемней, Абердиншир, и Лавинии Пирсон. До развода в 1984 году у них было четверо детей:
- Леди Эмма Лавиния Гиннесс (род. 7 декабря 1963), вышла замуж за Джеймса Барнарда, двое детей.
- Леди Луиза Джейн Гиннесс (род. 20 февраля 1967), вышла замуж за Руперта Улота, трое детей.
- Эдвард Гиннесс, 4-й граф Айви (род. 25 августа 1969), старший сын и преемник отца.
- Достопочтенный Рори Майкл Бенджамин Гиннесс (род. 12 декабря 1974), женат на Мире Майни, трое детей.

Лорд Айви умер от рака в Кенсингтоне и Челси, Лондон, в 1992 году в возрасте 55 лет. Его старший сын унаследовал семейные титулы.